# 实用主义

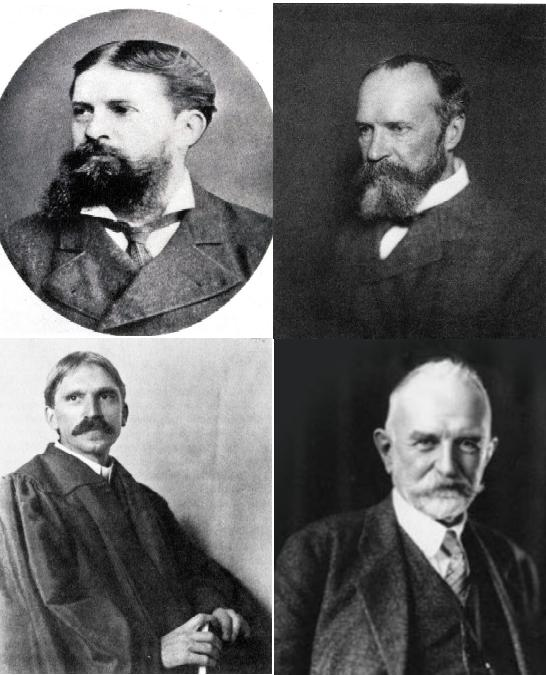
实用主义者：查尔斯·桑德斯·皮尔士、威廉·詹姆士、约翰·杜威、乔治·赫伯特·米德

实用主义（英語：pragmatism，派生于希腊语，意为：事物、实物），又譯作務實主義、實驗主義、實效論，是一个哲学派别，认为语言的目的不是描述或反映现实，而是把语言和思想视为预测、解决问题和行动的工具。
实用主义具有功利主义、实证主义、自然主义等倾向。一些实用主义者倾向于认为大多数哲学主题——例如知识的本质、语言、概念、意义、信仰和科学——都最好从它们的实际用途和成功的方面来看待。也有部分实用主义者认为人类的语言和思维具有局限性，无法完全反映真实世界。
实用主义始于19世纪70年代的美国，它的起源常被联系到一些哲学家：查尔斯·桑德斯·皮尔士、威廉·詹姆士、约翰·杜威。在20世纪的美国，实用主义成为一种主流思潮。对法律、政治、教育、社会、宗教和艺术的研究产生了很大的影响。

## 起源
实用主义作为一项哲学运动开始于1870年代的美国，查尔斯·桑德斯·皮尔士（和他的“实用格言”）以及之后20世纪晚期的威廉·詹姆士和约翰·杜威，对运动的发展做出了重要贡献。
实用的（pragmatic）这一词从16世纪起存在于英语中，它是一个法语借词，最终从希腊语通过拉丁语演变而来。希腊语“pragma”，意为：事物、行为或行动，是动词prassein（意为：to do）的名词形式。威廉·詹姆士在1898年首次将实用主义一词用于书面。他将皮尔士的一些著作视为实用主义的奠基。
实用主义在威拉德·范奥曼·蒯因和威尔弗里德·塞拉斯于20世纪60年代以更新的实用主义批判逻辑实证主义后重新受到关注。受蒯因和塞拉斯工作的启发，一种有时被称为新实用主义的实用主义分支通过理查德·罗蒂获得了影响力；罗蒂与希拉里·普特南、罗伯特·布兰顿并列为20世纪末最具影响力的实用主义者。当代实用主义可大致分为严格的分析传统派和“新古典”实用主义派（如蘇珊·哈克），后者遵循皮尔士、詹姆斯和杜威的思想。

## 概述
在形而上学方面，实用主义者大多主张多元主义的观点。威廉·詹姆士认为，当代哲学划分为两种主要分歧，一种是非理性主义者（名义上则称为“理性主义”），是唯心的、柔性重感情的、凭感觉的、乐观的、有宗教信仰和相信意志自由的；另一种是经验主义者，是唯物的、刚性不动感情的、理智的、悲观的、无宗教信仰和相信因果关系的。实用主义则是要在上述两者之间找出一条中间道路来，是“经验主义思想方法与人类的比较具有宗教性需要的适当的调和者。” 实用主义者忠于事实，但没有反对神学的觀點，如果神学的某些观念证明对具体的生活确有价值，就承认它是真实的。将哲学从抽象的辩论上，降格到更个性主义的地方，但仍然可以保留宗教信仰。承认查尔斯·达尔文，又承认宗教，也不承认是二元论的，即既唯物，又唯心，而是自认为是多元论的。

## 主要论点
实用主义的主要论点是：
- 强调知识是控制现实的工具，现实是可以改变的；

- 强调实际经验是最重要的，原则和推理是次要的；

- 信仰和观念是否真实在于它们是否能带来实际效果；

- 真理是思想的有成就的活动；

- 理论只是对行为结果的假定总结，是一种工具，是否有价值取决于是否能使行动成功；

- 人对现实的解释，完全取决于现实对他的利益有什麽效果；

- 強調行動優於教條，經驗優於僵化的原則；[4]
- 主張概念的意義來自其結果，真理的意義來自於應證。[5]

## 派别
在实用主义大旗下派生的分枝有“人本主义”、“工具主义”、“逻辑经验主义”、“神奇学派”、“逻辑学派”等。
实用主义最初发生在英国和美国的哲学家中，在20世纪初，在美国发展成一种运动，并且蔓延到欧洲大陆。现在虽然已经不再是一种运动了，但仍然是一种非常有影响的思想体系，它把哲学从一种人生观的思想体系降为一种研究问题和澄清信息的批判方法，把知识解释为一种评价过程，以科学探索的逻辑作为人们处世待物的行为准则。

## 代表作品
- 《实用主义：一些旧思想方法的新名称》（威廉·詹姆士著）

- 《民主与教育》（约翰·杜威著）
- 《我们如何思维》（约翰·杜威著）